# Koloiar
Koloiar (en rus: Колояр) és un poble de l'óblast de Saràtov, a Rússia, segons el cens del 2010 tenia 1.033 habitants. Pertany al districte municipal de Volsk.